# Esze Jenő
Esze Jenő (Budapest, 1947. március 26. –)  Magyar Köztársasági Ezüst Érdemkereszttel, Artisjus-díjjal, Weiner Leó-díjjal kitüntetett zongoraművész, zeneszerző, zenepedagógus, a „könnyűzene elméletének atyja”, a Fantázia Szalonzenekar létrehozója.
A magyar történelem Rákóczi szabadságharcáig visszanyúló családjának leszármazottja.
Klasszikus zenei tanulmányait a Weiner Leó Zeneművészeti Szakközépiskola emelt szintjének elvégzése után Kertész Kornél tanítványaként dzsesszzongoristaként folytatta.

## Zenepedagógiai munkássága
Az Országos Szórakoztatózenei Központ Stúdiójának tanára, majd igazgatója lett, de a Rajkó Zenekar iskolájának zeneelmélet-tanára is volt.
Zenepedagógiai pályája mellett zongoraiskolai tankönyvet (Tanuljunk zongorázni tánczenét, Improvizáció), zeneelméleti tankönyvet (Zeneelmélet nem csak szórakoztató zenészeknek), szakcikkeket írt a könnyűzene művelőinek számára. Magas fokú elméleti és stílus ismerete elismeréseként több, mint 30 éven keresztül a könnyűzenészek országos vizsgaminősítő bizottságának  tagja volt. A legkülönbözőbb  műfajokban kérték fel zsűrizésekre. 
Az Országos Bárzongorista Verseny zsűrijének tagja volt Nyári Károly (elnök)  és Szentpéteri Csilla mellett, az Egri Trilla Országos Zenei Verseny,  majd az Egri Cigányzenei Vetélkedő zsűrijének elnöke volt.

## Zongoraművészi munkássága
Zongoraművészi tehetségét a legmagasabb fokú technikai kiműveltség jellemzi. Bár a Magyar Rádió  sohasem készített vele felvételeket, de  több alkalommal közvetítették hangversenyeit a Bartók Rádióban – élő adásban – a Pesti Vigadóból és  a Zeneakadémiáról. Két nagy sikerű zongorapárbajban is fellépett Oravecz György ill. Lengyel Zoltán zongoraművészekkel.
Fő erénye, hogy nem csak elméleti szinten tudja a könnyűzenei stílusok  (dzsessz, operett, szalonzene, sanzon, táncdal, magyar nóta stb.) árnyalati különbözőségét, hanem saját maga is interpretálni tudja azokat. Ezt a képességét vette igénybe a Magyar Hanglemezgyár, amikor Pere János dalénekes  klasszikus szalonzenei (Herkulesfürdői emlék) és szalon-tánczenei kíséretet (Egy régi-régi dal mesél, Fehér orchideák)  egyaránt igénylő albumának  hangfelvételénél rábízta a Fantázia Szalonzenekar létrehozását.
Műfaji sokoldalúságát bizonyítja, hogy a 9 tagú Fantázia Szalonzenekar létrehozása mellett több zenekar vezetője is: 8 tagú partyzenekara, az ország egyik leghíresebb együttese volt. Jazz combójával belföldön és külföldön is jelentős koncerteket tartott, de a komolyzene kedvelőinek is alakított zenekart 20 taggal Budapesti Kamarazenekar néven, melynek művészeti vezetője volt.
A Yamaha hangszergyártó cégnek két évig bemutató billentyűse volt.
Zeneszerzőként 6 dala szerepel Perczel Kováts Orsolya Ne ígérj c. CD-jén.